# Дюи (окръг, Оклахома)
Вижте пояснителната страница за други значения на Дюи.
Окръг Дюи (на английски: Dewey County) е окръг в щата Оклахома, Съединени американски щати. Площта му е 2611 km², а населението – 4743 души (2000). Административен център е град Талога.